# Ренцо Векк'ято
Ренцо Векк'ято (італ. Renzo Vecchiato, 8 серпня 1955) — італійський баскетболіст.
Срібний призер Олімпійських Ігор 1980 року, учасник 1984 року.
Чемпіон Європи 1983 року, бронзовий призер 1985 року.
Срібний призер Юнацького чемпіонату Європи (U-18) 1972 року.
Срібний призер чемпіонату Європи серед кадетів (U-16) 1971 року.